# Ibaretama
Ibaretama is een Braziliaanse gemeente die ligt in de microregio Sertão de Quixeramobim en mesoregio Sertões Cearenses, in de staat Ceará. De gemeente is in 1988 opgericht. Om de effecten van de situatie van het lange droogte-seizoen van deze regio te verminderen, is tussen 2005 en 2007 de stuwdam Açude Macacos aangelegd. Hier ligt de bergketen Serra Azul die reikt tot een hoogte van 700 meter, waar de bronnen van de rivier Macacos zich bevinden. Andere rivieren in deze gemeente zijn de rivieren Piranji en Sitiá.
Midden 2008 werd het inwoneraantal geschat op 13.156.

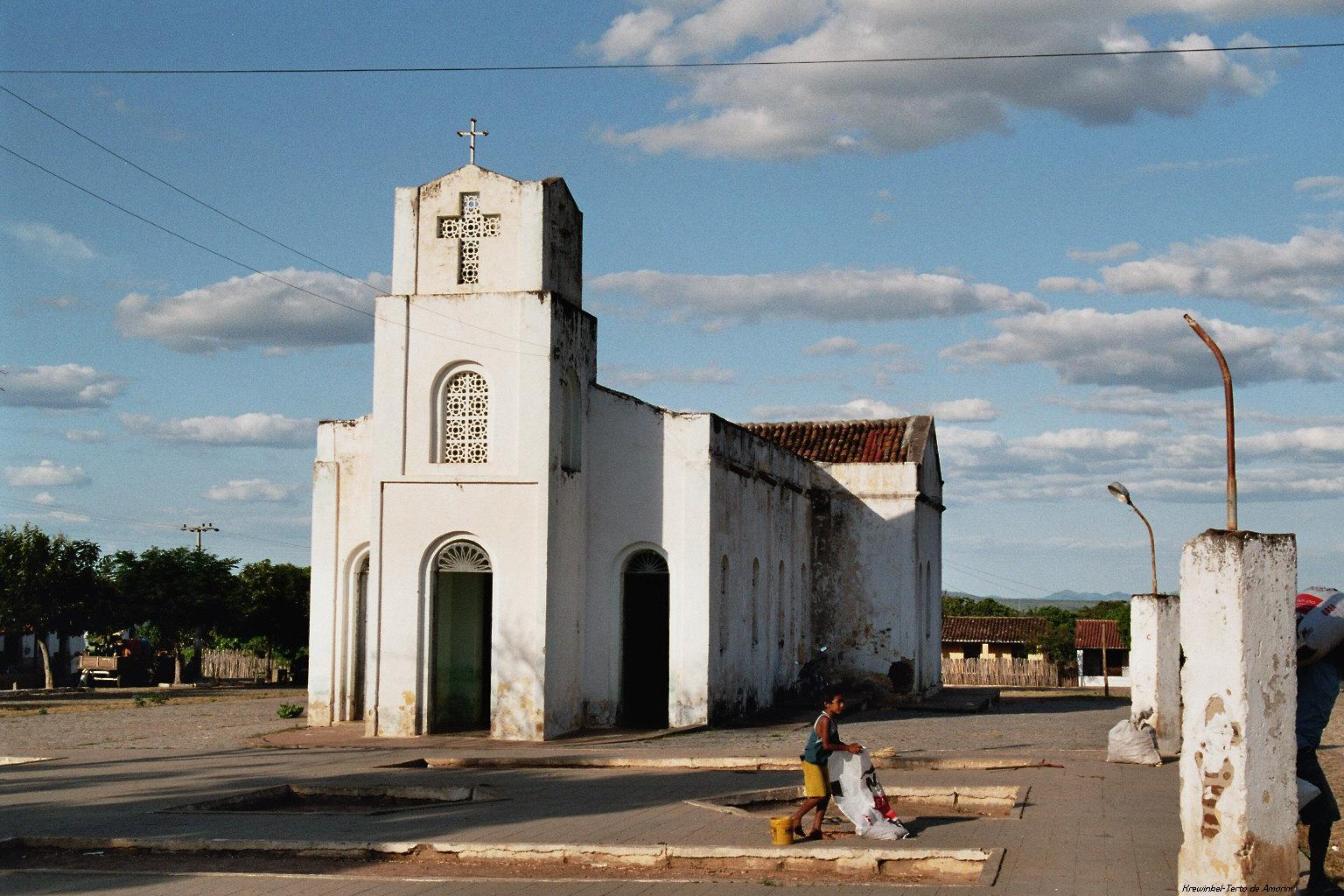
De katholieke kerk in Oitícica - Ibaretama

De gemeente grenst aan Itapiúna, Aracoiaba, Ocara, Morada Nova, Quixadá en Quixadá.

## Districten
Ibaretama bestaat uit 4 districten:
- Ibaretma (São Luís)
- Nova Vida
- Oitícica
- Piranji